# Hohenfelde (Steinburg)
Hohenfelde è un comune tedesco del circondario di Steinburg, nella regione dello Schleswig-Holstein. Ha circa 950 abitanti.